# EB 121A
Die zweiachsigen gedeckten Güterwagen mit Bremserhaus nach Musterblatt 121A wurden von den Belgischen Staatsbahnen (Chemins de fer de l’État belge, abgekürzt EB, auch L’État belge) ab 1899 eingesetzt.

## Geschichte
1899 entstanden die erste Wagen dieser Baureihe. Sie waren eigentlich fast baugleich mit den seit 1881 gebauten Wagen nach Musterblatt 121C, nur dass sie ein angebautes Bremserhaus hatten. Der Wagenkasten selber war von den Lademaßen her vollkommen identisch und bot ein Ladevolumen von über 41 m³ auf einer Fläche von 18,62 m². Durch das Bremserhaus waren die Wagen etwas länger und auch der Radstand war 20 cm größer.
Zwischen 1899 und 1919 entstanden über 3400 Exemplare. Wagen Nr. 154291 wurde 1910 bei der Weltausstellung in Brüssel ausgestellt.
Einige hundert Wagen bekamen 1956 bei der Nationalen Gesellschaft der Belgischen Eisenbahnen (SNCB) neue Nummern und mehrere existierten auch noch bei der Einführung von UIC-Wagennummern. In den Inventarlisten von 1980 tauchen keine Wagen dieser Bauart mehr auf.
Die Wagen waren ursprünglich bronzebraun gestrichen und hatten eine weiße Beschriftung. Bei der SNCB bekamen sie später die dann übliche grüne Farbgebung.

## Nummerierung
| Nummern | Nummernbereich ab 1956             | UIC-Nummernbereich ab 1965           |
| --- | ---------------------------------- | ------------------------------------ |
| 78547–78548, 79409–79792, 80379–80700, 80901–81000, 81431–81530, 81631–81680, 81781–81955, 82420–82519, 150553–150828, 151349–151612, 152117–152368, 152569–152696, 153827–154291, 154405–154430, 154743–154898, 155319–155575, 155918–156106, 156502–156696, 157248–157307, 157514–157542 | 3310000–3314499*, 4410000–4414499* | 20881120000–0999*, 20881150000–0099* |
| * Der gleiche Nummernbereich wurde auch für die Wagen ohne Bremserhaus (EB 121C) verwendet. Nicht alle Nummern waren belegt. |                                    |                                      |